# Championnats panaméricains de VTT 2013
Navigation
Édition précédente Édition suivante
Les Championnats panaméricains de VTT 2013 se sont déroulés du 6 au 7 avril 2013, à San Miguel de Tucumán en Argentine.

## Résultats

### Cross-country
| Épreuves               | Or                     | Argent                      | Bronze                     |
| ---------------------- | ---------------------- | --------------------------- | -------------------------- |
| Hommes élites          | Fabio Castañeda (COL)  | Raphaël Gagné (CAN)         | Henrique Avancini (BRE)    |
| Hommes moins de 23 ans | Jhonnatan Botero (COL) | José González Merchán (ECU) | Luiz Cocuzzi (BRE)         |
| Hommes juniors         | Wldy Sandoval (COL)    | Brandon Rivera (COL)        | Gerardo Ulloa (MEX)        |
| Femmes élites          | Mary McConneloug (USA) | Mikaela Kofman (CAN)        | Laura Abril Restrepo (COL) |
| Femmes moins de 23 ans | Raiza Goulão (BRE)     | Inés Gutiérrez (ARG)        | Frédérique Trudel (CAN)    |
| Femmes juniors         | Kate Courtney (USA)    | Lizbeth Flores (MEX)        | Valeria García (COL)       |

### Descente
| Épreuves | Or                       | Argent                 | Bronze             |
| -------- | ------------------------ | ---------------------- | ------------------ |
| Hommes   | Mauricio Acuna           | Rafael Gutierrez       | Marcelo Gutierrez  |
| Femmes   | Jacqueline Harmony (USA) | Camilla Nogueira (ARG) | Bruna Ulrich (BRE) |